# SERPINB3
SERPINB3 (англ. Serpin family B member 3) – білок, який кодується однойменним геном, розташованим у людей на короткому плечі 18-ї хромосоми. Довжина поліпептидного ланцюга білка становить 390 амінокислот, а молекулярна маса — 44 565.
| 10         |  | 20         |  | 30         |  | 40         |  | 50         |
| ---------- |  | ---------- |  | ---------- |  | ---------- |  | ---------- |
| MNSLSEANTK |  | FMFDLFQQFR |  | KSKENNIFYS |  | PISITSALGM |  | VLLGAKDNTA |
| QQIKKVLHFD |  | QVTENTTGKA |  | ATYHVDRSGN |  | VHHQFQKLLT |  | EFNKSTDAYE |
| LKIANKLFGE |  | KTYLFLQEYL |  | DAIKKFYQTS |  | VESVDFANAP |  | EESRKKINSW |
| VESQTNEKIK |  | NLIPEGNIGS |  | NTTLVLVNAI |  | YFKGQWEKKF |  | NKEDTKEEKF |
| WPNKNTYKSI |  | QMMRQYTSFH |  | FASLEDVQAK |  | VLEIPYKGKD |  | LSMIVLLPNE |
| IDGLQKLEEK |  | LTAEKLMEWT |  | SLQNMRETRV |  | DLHLPRFKVE |  | ESYDLKDTLR |
| TMGMVDIFNG |  | DADLSGMTGS |  | RGLVLSGVLH |  | KAFVEVTEEG |  | AEAAAATAVV |
| GFGSSPTSTN |  | EEFHCNHPFL |  | FFIRQNKTNS |  | ILFYGRFSSP |  |            |

A: Аланін

C: Цистеїн

D: Аспарагінова кислота

E: Глутамінова кислота

F: Фенілаланін

G: Гліцин

H: Гістидин

I: Ізолейцин

K: Лізин

L: Лейцин

M: Метіонін

N: Аспарагін

P: Пролін

Q: Глутамін

R: Аргінін

S: Серин

T: Треонін

V: Валін

W: Триптофан

Кодований геном білок за функціями належить до інгібіторів протеаз, інгібіторів серинових протеаз. 
Задіяний у таких біологічних процесах, як ацетилювання, альтернативний сплайсинг. 
Локалізований у цитоплазмі.